# Itálie na Letních olympijských hrách 1928
Itálii na Letních olympijských hrách v roce 1928 v nizozemském Amsterdamu reprezentovala výprava 174 sportovců (156 mužů a 18 žen) v 15 sportech.

## Medailisté
| Medaile | Jméno | Sport                | Soutěž                         |
| ------- | --- | -------------------- | ------------------------------ |
| Zlato   | Vittorio Tamagnini | Box                  | Muži váha bantamová do 53,5 kg |
| Zlato   | Carlo Orlandi | Box                  | Muži lehká váha do 61,2 kg     |
| Zlato   | Piero Toscani | Box                  | Muži váha střední do 72,6 kg   |
| Zlato   | Giacomo Gaioni Cesare Facciani Mario Lusiani Luigi Tasselli | Cyklistika           | Družstvo mužů stíhací závod    |
| Zlato   | Carlo Agostoni Giulio Basletta Marcello Bertinetti Giancarlo Cornaggia-Medici Renzo Minoli Franco Riccardi | Šerm                 | Družstvo mužů kord             |
| Zlato   | Giorgio Chiavacci Giulio Gaudini Gioacchino Guaragna Giorgio Pessina Ugo Pignotti Oreste Puliti | Šerm                 | Družstvo mužů fleret           |
| Zlato   | Giliante D'Este Giovanni Delise Valerio Perentin Giorgio Pessina Renato Petronio Nicolò Vittori | Veslování            | Muži čtyřka s kormidelníkem    |
| Stříbro | Renato Anselmi Bino Bini Gustavo Marzi Oreste Puliti Emilio Salafia Giulio Sarrocchi | Šerm                 | Družstvo mužů šavle            |
| Stříbro | Romeo Neri | Sportovní gymnastika | Muži hrazda                    |
| Stříbro | Bianca Ambrosetti Lavinia Gianoni Luigina Giavotti Virginia Giorgi Germana Malabarba Clara Marangoni Luigina Perversi Diana Pizzavini Anna Tanzini Carolina Tronconi Ines Vercesi Rita Vittadini | Sportovní gymnastika | Družstvo žen                   |
| Stříbro | Pierino Gabetti | Vzpírání             | Muži 60 kg                     |
| Stříbro | Carlo Galimberti | Vzpírání             | Muži 75 kg                     |
| Bronz   | Carlo Cavagnoli | Box                  | Muži váha muší do 50,8 kg      |
| Bronz   | Giulio Gaudini | Šerm                 | Muži fleret                    |
| Bronz   | Bino Bini | Šerm                 | Muži šavle                     |
| Bronz   | Adolfo Baloncieri Elvio Banchero Delfo Bellini Fulvio Bernardini Umberto Caligaris Gianpiero Combi Giovanni De Prà Valentino Degani Attilio Ferraris Felice Gasperi Pietro Genovesi Antonio Janni Virgilio Levratto Mario Magnozzi Piero Pastore Silvio Pietroboni Alfredo Pitto Enrico Rivolta Virginio Rosetta Gino Rossetti Angelo Schiavio Andrea Viviano | Fotbal               | Turnaj mužů                    |
| Bronz   | Umberto Bonadè Pietro Freschi Paolo Gennari Cesare Rossi | Veslování            | Muži čtyřka bez kormidelníka   |
| Bronz   | Giovanni Gozzi | Zápas                | muži, řecko-římský do 58 kg    |
| Bronz   | Gerolamo Quaglia | Zápas                | muži, řecko-římský do 62 kg    |